# Nea Lehtola
Nea Lehtola (Vimpeli, 24 oktober 1998) is een voetbalspeelster uit Finland. Ze speelt als verdediger en middenvelder voor SK Brann in de Toppserien.

## Clubcarrière
Lehtola maakte voor FC Ilves haar profdebuut in een wedstrijd tegen PK-35 Vantaa op 1 april 2016 in de Kansallinen Liiga. Ze maakte haar eerste competitiedoelpunt in de 42ste minuut in een wedstrijd tegen NiceFutis op 3 september 2016. Lehtola tekende op 22 oktober 2017 een nieuw contract bij de club. Na drie jaar maakte ze de overstap naar competitiegenoot HJK. Voor deze club maakte ze haar debuut in een wedstrijd tegen ONS Oulu op 23 maart 2019. Haar eerste doelpunt voor club uit de Finse hoofdstad maakte ze tegen PK-35 Vantaa op 13 juni 2020. Lehtola verlengde op 4 december 2020 haar contract bij de club. Een jaar later volgde een nieuwe contractverlenging.
Dit contract diende ze uit, waarna ze op 28 juli 2022 de overstap maakte naar het Deense Brøndby IF. Lehtola maakte haar debuut in de Elitedivisionen tegen Køge op 7 augustus 2022. In deze competitie maakte ze haar eerste doelpunt in de 44ste minuut van een wedstrijd tegen AGF Fodbold op 5 november 2022.
Lehtola verkaste op 27 juni 2024 naar het Noorse SK Brann waar ze een contract tekende tot het einde van 2026.

## Statistieken
| Seizoen | Club       | Land       | Competitie        | Wedstrijden | Doelpunten |
| ------- | ---------- | ---------- | ----------------- | ----------- | ---------- |
| 2015    | FC Ilves   | Finland    | Kansallinen Liiga | 0           | 0          |
| 2016    | FC Ilves   | Finland    | Kansallinen Liiga | 19          | 1          |
| 2017    | FC Ilves   | Finland    | Kansallinen Liiga | 19          | 2          |
| 2018    | FC Ilves   | Finland    | Kansallinen Liiga | 24          | 1          |
| 2019    | HJK        | Finland    | Kansallinen Liiga | 23          | 0          |
| 2020    | HJK        | Finland    | Kansallinen Liiga | 16          | 4          |
| 2021    | HJK        | Finland    | Kansallinen Liiga | 13          | 1          |
| 2022    | HJK        | Finland    | Kansallinen Liiga | 12          | 2          |
| 2022/23 | Brøndby IF | Denemarken | Elitedivisionen   | 22          | 3          |
| 2023/24 | Brøndby IF | Denemarken | Elitedivisionen   | 14          | 1          |
| 2024    | SK Brann   | Noorwegen  | Toppserien        | 10          | 0          |
| 2025    | SK Brann   | Noorwegen  | Toppserien        | 0           | 0          |
| Totaal  | Totaal     | Totaal     | Totaal            | 172         | 12         |

Laatste update: 13 maart 2025

## Interlandcarrière
Lehtola maakte haar debuut voor de Finse nationale ploeg op 8 maart 2020 in een wedstrijd tegen Kroatië.
In 2020 maakte Lehtola onderdeel uit van de Finse selectie op de Cyprus Women's Cup. Ze kwam later bij de selectie en verving Olga Ahtinen, die vanwege een blessure moest afzeggen.